# Євтухів Олександр Юрійович
Євтухі́в Олекса́ндр Ю́рійович (15 лютого 1898 Кам'янець-Подільський — ?) — український військовий діяч.

## Біографія
Народився 15 лютого 1898 року в м. Кам'янець-Подільський. Військовий діяч, інженер-економіст, перекладач: штабний старшина-гарматчик російської армії, значковий Зведеного гайдамацького куреня (Тамбов, 1 — 21 грудня 1917), осавул (значковий; від 2.1.1918), начальник штабу (14.1.1918) 1-го робітничого полку Вільного козацтва м. Києва, отаман залоги м. Вінниці (16.2.1918), помічник Подільського губернського комісара (весна 1918), військовий комендант Подільської губернії (весна 1918), персональний осавул командира 6-го Полтавського корпусу, старший осавул штабу 6-го корпусу, старшина 22-го кінного полку 6-го корпусу Армії Української Держави (1918), старшина для доручень Окремого ударного корпусу (грудень 1918–1919), отаман 1-го партизанського загону Окремого ударного корпусу Армії УНР (10.2.1919 — березень 1919), технічний секретар Подебрадської філії комітету перекладу Святого Письма на літературну українську мову (голова др. М. Левицький), генеральний секретар Українського університетського товариства Ліги Націй (голова проф. С. Бородаєвський).